# التسرب النفطي في خليج المكسيك 2010
التسرب النفطي في خليج المكسيك 2010 هي كارثة بيئية نجمت عن تسرب نفطي هائل حصل بعد انفجار غرق «منصة بحرية لاستخراج النفط» وهي منصة ديب واتر هورايزن وهي منصة عائمة بالدواسر تابعة لشركة بريتش بيتروليوم (BP) البريطانية في خليج المكسيك في 22 أبريل 2010، ويعتبر أكبر تسرب نفطي في تاريخ الولايات المتحدة الأمريكية والعالم. حيث قدر خفر السواحل الأمريكي مقدار التسرب بـ 4.9 مليون برميل خرجت من البئر الواقعة على عمق 1500 متر تحت سطح البحر. أدى الحادث لفقدان 11 عاملاً في المنصة، ولم يُعثر عليهم إطلاقاً. وأُعلن عن إغلاق البئر نهائياً في 19 سبتمبر 2010، وفي بداية سنة 2012 أثبتت تقارير وجود تسريب بالبئر بسبب التأثير على عدم قطع مواسير الفولاذ منخفض الكربون وكانت المشكلة بسبب بعض الخلافات بين دون فيدرين وجيمي بانكسويل حيث أنهم كانوا المتسببين في زياده الضغط علي الأنبوب وعلي البئر وناقل التخزين لتقليل ضغط الاسمنت ولأنهم أجروا بعض الإجراءات ليتأكدوا من أن البئر لن يقوم بتسريب النفط والغاز الطبيعي لأنهم كانوا سيغلقون البئر مؤقتا لانشغالهم ببعض الأعمال حين أنه كانت هذه المحاولة باءت بالفشل بسبب التأخر في إرسال الاسمنت لشركة بريتش بيتروليوم ب46 يوما.
اطلقت سفينة (بانكستون) السفينة المرافقة لمنصة ديب واتر هورايزن نداء استغاثة على الساعة ال8:55 لمرافق الميناء وهيئه النجدة حيث وصلت عدد البلاغات إلى 10 بلاغات في خمس دقائق وأدى انفجار البئر للتأثير على الدواسر الرافعة للمنصة.

## خلفية الحدث

احتراق الجزيرة النفطية في خليج المكسيك.

بدأ التسرب النفطي في خليج المكسيك بعد انفجار نجم عن تسرب غازي في منصة «ديب ووتر هوريزون» (بالإنجليزية: Deepwater Horizon)‏ التابعة لشركة بريتش بيتروليوم الإنجليزية (بالإنجليزية: BP)‏ أودى بحياة 11 عاملاً في 20 أبريل 2010، وتسبب لاحقاً بغرق المنصة، ثم حدوث تسرب انطلاقاً من البئر النفطية تحت المنصة.

## تطورات الحدث
بدأت علامات التسرب النفطي تظهر في الأيام القليلة التي تلت الانفجار حيث تحدثت وسائل الإعلام المختلفة عن وجود تسرب هائل في مكان المنصة خلال الأسبوع الذي تلى الانفجار، بينما كانت شركة بي بي تحاول وقف التسربات النفطية في محاولات عديدة، كانت أهمها المحاولة في 27.5.2010 حينما ادعت الشركة وقف التسرب. إلا أن جميع هذه المحاولات باءت بالفشل وما زال التسرب مستمراً.
أدت الكارثة بالرئيس الأمريكي إلى وصف الحادثة بأنها أكبر حادثة بيئية في تاريخ الولايات المتحدة الأمريكية، وإلى منع التنقيب عن النفط قبالة السواحل الأمريكية. وقد ساهمت الأزمة في توتير العلاقات بين الولايات المتحدة والمملكة المتحدة بسبب الانتقادات اللاذعة التي وجهها الرئيس الأمريكي باراك أوباما للشركة البريطانية.

## امتداد وحجم التسرب النفطي
تم اكتشاف التسرب النفطي بعد ظهر يوم 22 أبريل 2010 عندما بدأت البقعة النفطية الكبيرة تنتشر في منطقة الحفرة. وتدفق النفط من الحفرة لمدة 87 يوماً. وقدرت شركة بريتش بتروليوم كمية التدفق من 1,000 - 5,000 برميل نفط يومياً. لكن مجموعة التقنيين لنسبة التدفق التي شُكلت خصيصاً للحادث قدرت نسبة التدفق بـ 62,000 برميل يومياً. الحجم الكلي المقدر من النفط المتسرب 4.9 مليون برميل نفط، بنسبة خطأ 10% زيادة أو نقصان، بما فيهم النفط الذي تم جمعه، مما يجعل هذا التسرب النفطي الأكبر في العالم على مر العصور. نفت شركة برتيش بتروليوم هذه الأرقام وقالت بأن الحكومة بالغت فيها. في سنة 2013 أُعلن عن رسائل بريد إلكتروني داخلية بين الموظفين والمشرفين في شركة بريتش بتروليوم تبين أن كمية التسرب مشابهة لما أعلنته الحكومة ومجموعة التقنيين، لكن الشركة أصرت على الأرقام الأقل للتسرب. ووضحت الشركة أن كمية النفط الذي تم جمعه وحرقه لا يتجاوز 810,000 برميل.

## التأثير البيئي
تسبب تسرب النفط في أضرار لمجموعة من الأنواع والمواطن في الخليج،  ويقول الباحثون إن خليط الزيت والهيدروكربونات العطرية متعددة الحلقات تغلغل في السلاسل الغذائية من خلال العوالق الحيوانية. وقد تم توثيق التأثيرات السمية في أسماك القاع والسطحية ومجتمعات مصبات الأنهار والثدييات والطيور والسلاحف والشعاب المرجانية في المياه العميقة والعوالق والمنخربات والمجتمعات الميكروبية.
تتكون التأثيرات على مجموعات سكانية مختلفة من زيادة معدل الوفيات أو إعاقة شبه مميتة على قدرة الكائنات الحية على العلف والتكاثر وتجنب الحيوانات المفترسة، وفي عام 2013 تم الإبلاغ عن استمرار موت الدلافين والحياة البحرية الأخرى بأعداد قياسية مع موت الدلافين الرضع بمعدل ستة أضعاف المعدل الطبيعي،  وكان نصف الدلافين التي تم فحصها في دراسة أجريت في ديسمبر 2013 مريضة أو تحتضر، وقالت شركة بريتيش بتروليوم إن التقرير «غير حاسم فيما يتعلق بأي سبب مرتبط بالتسريب».
أشارت دراسات أجريت في 2013 إلى أن ثلث النفط المنبعث بقي في الخليج، وأن النفط الموجود في قاع البحر لم يكن متحللاً،  وأن النفط في المناطق الساحلية المتضررة أدى لزيادة التآكل بسبب موت أشجار المنغروف والأعشاب المستنقعية.
وجد باحثون درسوا الرواسب ومياه البحر والنباتات والمأكولات البحرية مركبات سامة بتركيزات عالية قالوا إنها ناتجة عن تسرب الزيت والمشتتات المضافة. على الرغم من تعافي مصايد الأسماك في الخليج في عام 2011  ووجدت دراسة أجريت عام 2014 عن تأثي تسرب النفط على التونة ذات الزعانف الزرقاء من قبل باحثين في جامعة ستانفورد والإدارة الوطنية للمحيطات والغلاف الجوي، والتي نُشرت في مجلة ساينس، أن السموم المنبعثة من التسرب النفطي أرسل الأسماك إلى سكتة قلبية، ووجدت الدراسة أن التركيزات المنخفضة جدًا من النفط الخام يمكن أن تبطئ وتيرة ضربات قلب الأسماك، وعارضت شركة بريتيش بتروليوم الدراسة التي أجريت كجزء من عملية تقييم أضرار الموارد الطبيعية الفيدرالية المطلوبة بموجب قانون التلوث النفطي. ووجدت الدراسة أيضًا أن الزيت الذي تم تكسيره بالفعل بواسطة حركة الأمواج والمشتتات الكيميائية كانت أكثر سمية من الزيت الطازج. ووجدت دراسة أخرى أجراها 17 عالمًا من الولايات المتحدة وأستراليا وتمت مراجعتها من قِبل الأقران، وصدرت في مارس 2014 ونشرت في الأكاديمية الوطنية للعلوم، أن التونة والسريولا التي تعرضت للزيت من التسريب طورت تشوهات في القلب وأعضاء أخرى، وردت شركة بريتيش بتروليوم أن تركيزات النفط في الدراسة كانت مستوى نادرًا مما شوهد في الخليج، لكنّ صحيفة نيويورك تايمز ذكرت أن بيان شركة بريتيش بتروليوم تناقض مع الدراسة.

## التأثيرات على صحة الإنسان
أشارت الأبحاث التي تمت مناقشتها في مؤتمر في 2013 النتائج الأولية لدراسة جارية يجريها المعهد الوطني لعلوم الصحة البيئية إلى أن عمال تنظيف التسرب النفطي يحمل علامات حيوية للمواد الكيميائية الموجودة في الزيت المنسكب والمشتتات المستخدمة. ووجدت العديد من الدراسات أن «نسبة كبيرة» من سكان الخليج أبلغوا عن مشاكل نفسية مثل القلق والاكتئاب واضطراب ما بعد الصدمة، ووفقًا لدراسة أجرتها جامعة كولومبيا حول الآثار الصحية بين الأطفال الذين يعيشون على بعد أقل من 10 أميال من الساحل فإن أكثر من ثلث الآباء يبلغون عن أعراض صحية جسدية أو عقلية بين أطفالهم.
ذكرت صحيفة "60 دقيقة" الأسترالية أن الأشخاص الذين يعيشون على طول ساحل الخليج أصبحوا مرضى من خليط كوركسيت والنفط. وقالت سوزان د. شو من مجموعة العمل للعلوم الإستراتيجية لتسرب النفط في "ديب ووتر هورايزون" أن الشركة أبلغت الجمهور أن كوركسيت غير ضار مثل سائل غسيل الصحون لكنّها كانت تعلم بسمية كوركسيت". ووفقًا لها فإن ورقة السلامة الخاصة بشركة بي بي على كوركسيت تنص على وجود "مخاطر عالية وفورية على صحة الإنسان". لم تزود الشركة عمال التنظيف بمعدات السلامة ونادرًا ما تتبع أدلة السلامة أو توزعها على العمال، ووفقًا لتحقيق أجرته "مجلة نيوزويك" نصت أدلة السلامة على ما يلي: "تجنب استنشاق البخار" و"ارتدِ ملابس واقية مناسبة". وأفاد عمال تنظيف النفط أنه لم يُسمح لهم باستخدام أجهزة التنفس الصناعي، وأن وظائفهم مهددة إذا فعلوا ذلك.
أفادت دراسة نشرت في «المجلة الأمريكية للطب» بتغير كبير في ملامح دم الأفراد المعرضين للزيت المنسكب والمشتت وتعرضهم لخطر متزايد للإصابة بسرطان الكبد وسرطان الدم واضطرابات أخرى. وعارضت شركة بي بي منهجيتها وقالت إن دراسات أخرى تدعم موقفها بأن المشتتات لا تشكل خطراً على الصحة.
في عام 2014 نُشرت دراسة في «الأكاديمية الوطنية للعلوم» وجدت تشوهات في القلب في الأسماك المعرضة للزيت من التسرب. وقال الباحثون إن نتائجهم ربما تنطبق على البشر وكذلك الأسماك.

## الدعاوى المدنية والجنائية
رفعت وزارة العدل دعوى مدنية وجنائية ضد شركة بريتيش بتروليوم وآخرين في 15 ديسمبر 2010 لانتهاكهم قانون المياه النظيفة في محكمة المقاطعة الأمريكية للمنطقة الشرقية من لويزيانا،  ودُمجت القضية مع حوالي 200 قضية أخرى، مرفوعة من الولايات والأفراد والشركات أمام قاضي المقاطعة الأمريكية كارل باربييه.
في نوفمبر 2012 توصلت بي بي ووزارة العدل إلى تسوية بقيمة 4 مليارات دولار لجميع التهم الجنائية الفيدرالية المتعلقة بالانفجار والتسريب. وبموجب التسوية أعترفت الشركة بالذنب في 11 جريمة قتل، وجنحتان، وجناية كذب على الكونجرس، ووافقت على أربع سنواتٍ من مراقبة الحكومة لممارساتها وأخلاقها المتعلقة بالسلامة، ودفعت الشركة 525 مليون دولار لتسوية رسوم مدنية من قبل لجنة الأوراق المالية والبورصات عن تظليل المستثمرين بشأن معدل تدفق النفط من البئر. وفي الوقت نفسه وجهت الحكومة الأمريكية اتهامات جنائية ضد ثلاثة من موظفي بي بي، حيث اتُهم اثنان من مديري الموقع بالقتل الخطأ والإهمال، ونائب الرئيس السابق بالعرقلة.
حكم القاضي باربييه في المرحلة الأولى من القضية أن شركة بريتيش بتروليوم ارتكبت إهمالًا جسيمًا وأن «موظفيها خاطروا بما أدى إلى أكبر كارثة بيئية في تاريخ الولايات المتحدة»، وقام بتقسيم الخطأ بنسبة 67٪ لشركة بي بي، و30٪ لشركة ترانس أوشن و3٪ لشركة هاليبرتون، وحكم أن شركة بريتيش بتروليوم كانت «متهورة» وأنها تصرفت «بتجاهل واعٍ للمخاطر المعروفة».

### تسوية المطالبات
في يونيو 2010 بعد اجتماع في البيت الأبيض بين الرئيس باراك أوباما والمديرين التنفيذيين لشركة بريتيش بتروليوم، أعلن الرئيس أن شركة بريتيش بتروليوم ستدفع 20 مليار دولار في صندوق ائتماني لاستخدامه لتعويض ضحايا التسرب النفطي، كما خصصت شركة بريتش بتروليوم 100 مليون دولار لتعويض عمال النفط الذين فقدوا وظائفهم بسبب التسرب.
في 2 مارس 2012 وصلت شركة بي بي والشركات والسكان المتضررين من التسرب إلى تسوية لما يقرب من 100 ألف دعوى تطالب بخسائر اقتصادية، وقدرت شركة بريتيش بتروليوم أن التسوية كلفت أكثر من 9.2 مليار دولار.
في عام 2015 وافقت بي بي وخمس ولايات على تسوية بقيمة 18.5 مليار دولار لاستخدامها في عقوبات قانون المياه النظيفة والمطالبات المختلفة.

## في الثقافة الشعبية

### وثائقي
- يوم 28 مارس عام 2011، بثت mwBos فيلما وثائقيا عن طريق جيمس برابازون، بريتش بيتروليوم: في أعماق المياه،  عن شركة النفط، بريتش بيتروليوم، وتغطي تسرب النفط في خليج المكسيك وغيرها من الحوادث وعلاقته مع الحكومات.[54][55]
- في أبريل 2012، عرض المسلسل الوثائقي لقناة ناشيونال جيوغرافيك لحظات ما قبل الكارثة الحادث في حلقة بعنوان «أفق المياه العميقة»، صدر.[56]
- في عام 2012، سافر ما بعد التلوث 2012 [57][58][59] عبر ساحل الخليج لإجراء مقابلات مع خبراء البيئة والسلطات الحكومية والصيادين والعلماء ومهندسي الحفر ومقاولي شركة بريتيش بتروليوم الرئيسيين، لفحص الآثار الاقتصادية والصحية.
- في عام 2012، وثق The Big Fix تسرب النفط في أبريل 2010 في خليج المكسيك بعد غرق منصة النفط ديب واتر هورايزن
- في عام 2014، اختار فيلم The Great Invisible لمارجريت براون التركيز على التأثيرات الاجتماعية على الأشخاص الذين تأثرت حياتهم بهذه المأساة.[60][61][62][63][64][65][66] تم بثه لاحقًا في 19 أبريل 2015 في الموسم السادس عشر، الحلقة 14 من العدسة المستقلة .[67][68]
- في عام 2014، وثَّق محار بوانت لا هاش، لويزيانا، بلدة فينيشينغ بيرلز: ما يقرب من 300 بلدة تكافح من أجل البقاء على قيد الحياة بعد تسرب النفط من شركة بريتيش بتروليوم التي خلفت محاصيلها ميتة ودمرت مواردها المالية.[69][70][71][72]
- في عام 2016، قامت شركة Pretty Slick بتوثيق جهود التنظيف والسكان المحليين في أربع دول خليجية حول أكبر كارثة بيئية من صنع الإنسان في تاريخ الولايات المتحدة.[73][74][75][76]

- في عام 2016، بعد الانسكاب، [77] يحقق جون بورماستر في كيفية تأثير الكارثة على الاقتصادات المحلية وصحة البشر والحيوانات ومصادر الغذاء، ومع Corexit، حيث ذهب كل النفط، كمتابعة لما قبل spill SoLa، Louisiana Water Stories، في مرحلة ما بعد الإنتاج عندما انفجر ديب واتر هورايزن. [78][79][80][81]
- في عام 2016، إرساليات من الخليج، [82][83] هال وينر [84][85] يتبع العلماء [86][87] يحققون في تأثير التسرب النفطي على الخليج.[88][89][90]

### دراما
- في عام 2012، عرضت "We Just Decided To "، طيار المسلسل التلفزيوني HBO The Newsroom، شخصياتها التي تغطي قصة ديب واتر هورايزن. [91]
- فيلم The Runner لعام 2015، من إخراج أوستن ستارك وبطولة نيكولاس كيج، هو قصة خيالية لسياسي وعائلته في أعقاب كارثة ديب ووتر هورايزون. [92][93]
- في عام 2016، تم إصدار فيلم ديب واتر هورايزن، وهو فيلم يستند إلى الانفجار، من إخراج بيتر بيرج وبطولة مارك والبيرج.[94]

### موسيقى
- في يونيو 2010، كتب ستيف جودي، [95] [مصادر ذاتية النشر]، موسيقي كوميدي، كلمات محاكاة ساخرة لأغنية Doobie Brothers الناجحة "Black Water" المتعلقة بانسكاب النفط لشركة بريتش بيتروليوم. «Black Water [إصدار بريتش بيتروليوم]» لديها أيضًا مقطع فيديو على YouTube.[96][بحاجة لمصدر أفضل]
- في عام 2011، ابتكر جيمي فالون، مضيف برنامج Late Night مع جيمي فالون، أغنية احتجاجية حول استمرار وجود كرات القطران في خليج المكسيك بعنوان «الكرات في فمك». أداها عدة مرات في العرض مع مطربين مختلفين، بما في ذلك إيدي فيدر، [97] راسل كرو، [98] براد بيزلي، [99] وفلورنس ويلش.[100]
- في عام 2011، أصدرت Rise Against أغنية بعنوان Help Is on the Way في ألبومها <i id="mwBy4">Endgame</i>. تدور الأغنية حول وقت الاستجابة البطيء للمساعدة في المناطق المنكوبة بالكوارث، مع كلمات تشير إلى انسكاب ماكوندو وإعصار كاترينا.[101]
- في عام 2012 ، كتبت الفرقة الهولندية Epica أغنية بعنوان "Deep Water Horizon" في ألبومها Requiem for the Indifferent والتي سلطت الضوء على تأثير البشرية على الاحتباس الحراري المستوحى من أحداث التسرب النفطي.[بحاجة لمصدر]
- وكان التسرب النفطي مصدر إلهام لأغنية ستيف إيرل «خليج المكسيك».[بحاجة لمصدر]